# Bulbophyllum icteranthum
Bulbophyllum icteranthum är en orkidéart som beskrevs av Rudolf Schlechter. Bulbophyllum icteranthum ingår i släktet Bulbophyllum och familjen orkidéer. Inga underarter finns listade i Catalogue of Life.